# Сара Буадді
Сара Буадді (фр. Sarah Bouhaddi, нар. 17 жовтня 1986, Канни) — французька футболістка алжирського походження, воротарка футбольного клубу «Ліон» і збірної Франції .

## Кар'єра

### Клубна
Зайнялася футболом в 8 років. В молодості виступала в аматорських клубах «Муан-Сарту», «Мужан» і «Монако». Повноцінне навчання футболу пройшла в навчальному центрі «Клерфонтен», за команду якого і почала виступати як професіонал. У складі цієї команди вперше в своїй кар'єрі забила гол. Продовжувала виступу за команди «Тулуза» і «Жювізі» (виграла першість Франції в 2006 році з цією командою), а в 2009 році перейшла в «Ліон», що на той момент був одним з найсильніших клубів світу. В його складі Сара виграла ряд чемпіонатів та Кубків Франції, один Кубок Франції і сім Кубків Ліги Чемпіонів.
Дебютною для неї стала Ліга чемпіонів 2006/07, коли Сара відстояла «на нуль» ворота в поєдинку з «Хіберніаном» (перемога 6:0). У 2010 році Сара в фіналі Ліги чемпіонів проти «Турбіни» відбила два пенальті, але навіть цього не вистачило для перемоги над німкенями. Втім, дві наступні Ліги чемпіонів «Олімпік» виграв, причому першу роль там зіграла гра самої Сари. Після трирічної перерви, з 2016 року ліонський клуб стабільно здобував титул найкращого жіночого клубу Європи, а Буадді було основним воротарем команди, за що 2020 року отримала звання найкращої воротарки світу за версією ФІФА.

### У збірній
У збірної Сара стала виступати з 2004 року, хоча викликалася ще в 2003 році. У складі команди до 19 років виступала на чемпіонатах Європи 2003 року в Німеччині і 2005 у Угорщині . Євро-2003 підкорилося француженкам, і Сара завоювала титул чемпіонки: в півфіналі проти Англії її відмінна гра дозволила француженкам вийти в фінал і зберегти перемогу з рахунком 2:0, а у фіналі вона повторила свій успіх і відстояла «на нуль» у поєдинку з норвежками, дозволивши Франції виграти з тим же рахунком 2:0 і завоювати титул чемпіонок Європи. Вона була близька до повторення успіху в 2005 році, але в запеклій боротьбі в фіналі Франція поступилася Росії в серії пенальті (під час серії Сара пробила прямо в поперечину, що і вплинуло на результат зустрічі).
Офіційний дебют в складі національної збірної Франції у Сари відбувся 21 лютого 2004 року в матчі проти збірної Шотландії: тренер Елізабет Луазель надала юній Сарі 21 хвилину гри. Зіграла Сара зі своєю збірною на чемпіонатах Європи 2005, 2009, 2013 та 2017 років: на першому турнірі Франція вибула з боротьби вже на груповому етапі, а Сара зіграла всі три матчі і пропустила п'ять м'ячів. На другому турнірі Франція за рахунок кращої різниці м'ячів вже пройшла в наступний раунд, де поступилася збірній Нідерландів в серії пенальті. На наступних двох європейських першостях француженки з Буадді також вилітали на стадії чвертьфіналу.
Розрив передньої хрестоподібної зв'язки не дозволив Сарі поїхати на чемпіонат світу 2011 року, втім поїхала на два наступні «мундіалі» 2015 та 2019 років. В обох випадках збірна Франції також не зуміла подолати груповий етап.
Також брала з командою участь у жіночому футбольному турнірі Олімпійських ігор 2012 (4 місце) та 2016 (чвертьфінал) років.

## Думки про гру
Два відбитих Сарою пенальті в фіналі Ліги чемпіонів УЄФА 2009/10 дозволили експертам почати порівнювати її за манерою гри з легендарним Фаб'єном Бартезом. Сару вважають ключовим гравцем як в клубі, так і в збірній Франції.

## Досягнення

### Клубні
«Ліон»

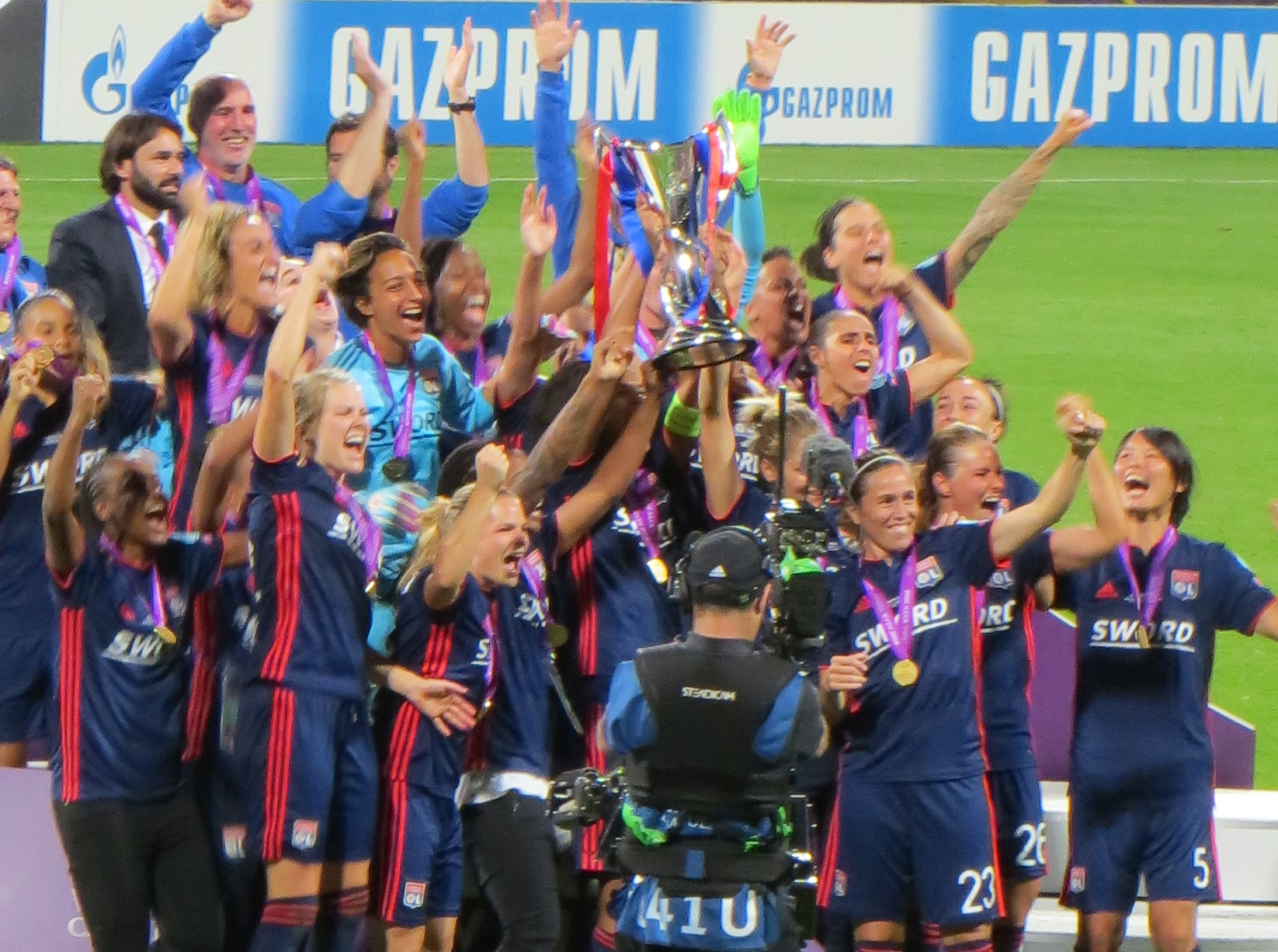
Буадді (у блакитній футболці) святкує з командою перемогу у фіналі Ліги чемпіонів 2018 року.

- Чемпіонка Франції (11): 2009–10, 2010–11, 2011–12, 2012–13, 2013–14, 2014–15, 2015–16, 2016–17, 2017–18, 2018–19, 2019–20
- Володарка Кубка Франції (8): 2011–12, 2012–13, 2013–14, 2014–15, 2015–16, 2016–17, 2018–19, 2019–20
- Переможниця Ліги чемпіонів УЄФА (7): 2010–11, 2011–12, 2015–16, 2016–17, 2017–18, 2018–19, 2019–20

### У збірній
- Чемпіонка Європи серед дівчат не старше 19 років: 2003
- Віце-чемпіонка Європи серед дівчат не старше 19 років: 2005
- 4-е місце на Олімпійських іграх: 2012

### Індивідуальні
- Найкраща воротарка світу за версією IFFHS: 2016, 2017, 2018, 2020[7][8]
- У символічній збірній світу за версією IFFHS: 2017,[9] 2018,[10] 2020[11]
- Найкраща воротарка Ліги чемпіонів УЄФА: 2019–20[12]
- Найкраща воротарка світу за версією ФІФА: 2020